# أوميت توركوغلو
أوميت توركوغلو (بالتركية: Ümit Türkoğlu)‏ مواليد 22 أكتوبر 1981 في إزمير، هو لاعب كرة سلة تركي. يبلغ طوله 6 قدم 11 بوصة (2.1 م). لعب مع بانفيت لكرة السلة في الدوري التركي من سنة 2004 إلى 2007، ثم لعب مع إردميرسبور في موسم 2009–2010، ثم لعب مع تورك تيليكوم في الدوري التركي في موسم 2010–2011، ثم لعب مع ماليي ميلي بيانقو في موسم 2011–2012.

## روابط خارجية
- أوميت توركوغلو على موقع كرة السلة الأوروبية.كوم (الإنجليزية)
- أوميت توركوغلو على موقع ريلجم (الإنجليزية)
- أوميت توركوغلو على موقع بروبوليرز (الإنجليزية)